# کزل
کزل (نام علمی: Diplotaenia damavandica) دیپلوتنیا دماوندیکا یا کُزَل دماوندی، گیاهی از تیرهٔ چتریان است. بلندی این گیاه بوته‌ای چندشاخه، حدود ۱۲۰ سانتی‌متر و رویشگاه آن دامنه‌های جنوبی کوه‌های شرقی شهر دماوند است. برگهای این گیاه پایا و افراشته، سه‌بار در پهنهٔ ۴۰ در ۶۰ سانتی‌متر شانه‌ای می‌شوند. برگهای کزل سه‌شاخه و این شاخه‌ها سه‌گوش و کشیده هستند. گلهای آن ریز و سفید و درازای آن‌ها تا ۱٫۵ میلی‌متر است. درازای چتر گلهای آن بین ۵ تا ۲۰ سانتی‌متر است. میوه‌های آن تا اندازهٔ ۵ در ۱۲ میلی‌متر دیده شده‌اند. این میوه‌ها بیضی‌شکل هستند. ساقه و دمبرگ کزل همانند این اندامها در گیاه رازیانه است. شیرابه از همهٔ اندامهای این گیاه تراوش می‌شود.
پیش‌نیازهایی برای جوانه‌زنی و شکستن خواب بذر کزل باید فراهم‌شود و با کشت ساده جوانه نخواهدزد. در کشت آزمایشی درون ماسه با ۴۵ روز سرمادهی بذر در دمای ۴ درجه سانتی‌گراد، ۷۰ درصد بذرها جوانه زدند.

## زهر
با مالش این گیاه فتوتوکسیک بر روی پوست در زیر نور خورشید تاولهایی سوزان و آبدار پدید می‌آیند. پس از فروکش التهاب، لکه‌هایی قرمز با کناره‌هایی قهوه‌ای با ماندگاری طولانی به‌جا می‌مانند. پسورالن پدیدآور این برافروختگی‌های پوستی است. همچنین لکه‌ها، تاولها و زخمهایی در انسانها و دامهای محلی پس از برخورد با این گیاه گزارش شده‌است.

## کاربرد دارویی
گیاه کزل دارای فورانوکومارین گزانتوتوکسین و آنژلیسین است، که می‌توانند در درمان بیماری‌های پسوریازیس، اگزما و پیسی مؤثر باشند.